# Star 1466
Star 1466 - тривісна вантажівка підвищеної прохідності, вироблена в 2001–2006 роках на заводі Star Trucks в Стараховіцах (з 2003 року MAN STAR Trucks & Buses). Це був один з останніх позашляховиків марки Star. Автомобілі цього типу використовуються у Збройних Силах Республіки Польща, та на державній службі в армії Ємену.

## Історія
Terrain Star 1466 належить до останнього покоління вантажівок цієї марки, виготовлених на заводі в Стараховіцах наприкінці 1990-х років, спеціально для потреб Війська Польського. Він мав стати більш важким наступником серійного тривісного вантажівки Star 266 1970-х років, який був основним засобом тактичного транспорту у Війську Польському, загальною вагою близько 11 тонн. Першою спробою замінити її була тривісна модель Star 1366 кінця 1980-х років, яка ввела, серед іншого, відкидну кабіну, але залишилася прототипом. В результаті співпраці, налагодженої в 1998 році з концерном MAN, ключові компоненти MAN були використані в наступному поколінні Starachowice, розробленому в Стараховиці, в основному сучасні двигуни та кабіни (із серії L2000). Цей процес посилився після продажу заводів Star MAN у грудні 1999 року.
Позначення моделі 1466 походить від допустимої загальної ваги 14 тонн і приводу 6 × 6 при вантажопідйомності 6 тонн. Це ж покоління також включало більш легку 12-тонну тривісну Star 1266 і 9/10-тонну двовісну Star 944, але в кінцевому підсумку були запущені лише моделі 1466 і 944. Прототип Star 1466 був представлений у вересні 1999 року на МВОП в Кельцях, де він був удостоєний нагороди Defender.
З-поміж нових тривісних моделей, після випробувань та досліджень, було вирішено в 2001 році запустити у виробництво лише модель 1466, яка, крім більшої корисної навантаження, мала ще й двигун на 65 л.с. потужніший.
У 2006 році концерн MAN в рамках своєї корпоративної політики вирішив завершити збірку Star 1466 у Стараховіцах і загалом вантажівок власної конструкції Star, що було пов'язано, зокрема, із припиненням виробництва цього типу. кабін в Європі та зосередження виробництва вантажівок на австрійському заводі в Штайрі. Навіть до цього ця структура не просувалася власником заводу за кордоном для військового використання, незважаючи на потенціал для експорту.

## Застосування
Військо Польське замовило лише невелику кількість вантажівок Star 1466, які використовувалися переважно як база для спеціальних кузовів. Легка Star 944 стала базовою вантажівкою, яка замінила Old 266 як тактичний транспортний засіб. У 2000 році військові придбали 2 примірники Star 1466, потім у 2003 році 8, у 2004 році 10, у 2005 році 5 і в 2006 році 40. У 2007 році армія підібрала останні 10 автомобілів Star 1466, збільшивши їх кількість до 75.
В якості наступника армії MAN запропонувала двовісний 14-тонний вантажівка Star 1444 виробництва Австрії. Однак Військо Польське протягом наступних кількох років не вибрало нову типову вантажівку середньої вантажопідйомності та не замовляло більше позашляховиків виробництва MAN. Наступником Star 1466 у сфері вбудованої техніки став більш важкий Jelcz P662D.35 польського виробництва.
Окрім Війська Польського, 150 Starów 1466 було продано до Ємену в рамках останнього траншу контракту, спочатку включаючи 550 одиниць Star 266 (наголошується, що шляхом переукладення контракту MAN забезпечила продаж автомобілів з використанням більшої кількості компонентів, вироблених на інших фабриках концерну за межами Польщі).
Обмежена кількість Starów 1466 була продана для певного застосування на цивільному ринку, наприклад, для енергетичної служби чи пожежної служби. Серед іншого, окрім автомобілів з протипожежними органами, у 2003 р. Державна протипожежна служба придбала 16 фургонів для окремого обласного управління Державної протипожежної служби.